# Fundacja Lanckorońskich
Fundacja Lanckorońskich – fundacja założona w 1967 r. we Fryburgu w Szwajcarii jako kontynuacja Funduszu im. Karola hr. Lanckorońskiego. Celem fundacji jest wspieranie szeroko pojętej polskiej kultury humanistycznej poprzez stypendia i dofinansowanie badań uczonych i instytucji naukowych z dziedziny nauk humanistycznych.  
Obecnie jej siedzibą jest Liechtenstein.  